# Dziecię Starego Miasta
Dziecię Starego Miasta: Obrazek narysowany z natury – powieść polityczna Józefa Ignacego Kraszewskiego. Powieść wydana została w 1863 roku w ramach cyklu Obrazki z natury.

## Treść
Powieść ukazuje wypadki w Warszawie w roku 1861, w przededniu wybuchu powstania styczniowego. Główny bohater, Franek Plewa jest synem warszawskiej przekupki i studentem Szkoły Sztuk Pięknych. Franek jest osobą czynnie zaangażowaną politycznie. Bierze udział w pogrzebie generałowej Sowińskiej (wdowie po generale Józefie Sowińskim), który przeradza się w manifestację patriotyczną, uczestniczy w konspiracyjnych spotkaniach oraz anty-rosyjskich manifestacjach. Po jednej z nich trafia do Cytadeli. Uwolniony dzięki staraniom matki, trafia jednak do więzienia  ponownie, za sprawą donosu konfidenta. Ponownie uwolniony nie przerywa swojej działalności. W czasie wielkiej manifestacji 8 kwietnia 1861 roku ginie na Placu Zamkowym. Jego zwłoki Rosjanie topią w Wiśle

## Tematyka
W swojej powieści autor zobrazował środowisko patriotycznej i rewolucyjnej młodzieży, z której później powstała organizacja Czerwonych. Oprócz tego ukazał rewolucyjną atmosferę jaka panowała w stolicy na krótko przed wybuchem powstania. W powieści obok uznania dla patriotyzmu mas, można dostrzec ślady krytyki pod adresem ostrożnej polityki reprezentantów interesów szlacheckich z Towarzystwa Rolniczego.